# ふたりのMoon River
「ふたりのMoon River」（ふたりのムーンリバー）は、1985年9月21日に発売された浅香唯の2枚目のシングル。

## 解説
- 各新人賞レースにおいては本楽曲を歌唱した。

## 収録曲
- 両楽曲共に、編曲：矢野立美

1. ふたりのMoon River
作詞：三浦徳子／作曲：小杉保夫
2. モダンボーイ白書
作詞：松井五郎／作曲：中崎英也

## 関連作品
- ふたりのMoon River
  - Crystal Eyes
  - Present
  - シングル・コレクション
  - 浅香唯大全集 THE COMPLETE BOX
  - CRYSTALS 〜25th Anniversary Best〜
  - 浅香唯 30周年記念コンプリートBOX
  - ONLY YUI （映像作品）
- モダンボーイ白書
  - Present
  - 浅香唯大全集 THE COMPLETE BOX
  - 浅香唯 30周年記念コンプリートBOX